# 烛光
烛光（candlepower，cp，CP）是发光强度的测量单位。它表示相对于特定尺寸和成分的蜡烛发出的光的光强度水平。以往 1烛光约等于 0.981坎德拉。在现代用法中， “烛光” candlepower 已作为“坎德拉” candela 的同义词。
需注意，标准烛光（standard candle）是天文学术语，用于表示星体光度，并非发光强度单位。

## 历史
“烛光”一词最初是在英国根据1860 年大都会煤气法案定义的，指的是由纯鲸蜡蜡烛产生的光，该蜡烛的重量为1⁄6英磅（76克）并以7.8克每小时的速度燃烧。鲸蜡是来自抹香鲸头部的材料，曾被用来制造优质蜡烛。
当英国使用烛光作为单位时，法国的光照标准是基于卡塞尔燃烧器的照明。他们定义的单位是灯以规定的速率燃烧纯菜籽油（从甘蓝植物种子中获得）发出的光照强度。十根标准蜡烛产生的烛光相当于一个卡塞尔燃烧器产生的光照强度。
1909 年，多个机构开会制定了国际标准。出席会议的有法国中央电力实验室、英国国家物理实验室、美国标准局和德国物理技术研究所的代表。大多数人将烛光重新定义为带有碳丝的电灯。然而，德国人不同意，并决定使用一烛光等于赫夫纳灯输出的 9/10 的定义。
1921年， Commission Internationale de l'Eclairage （国际照明委员会，通常简称CIE）用碳丝白炽灯重新定义了国际标准烛光。
1937年，国际烛光再次被重新定义——液态铂凝固点黑体的发光强度为每平方厘米58.9国际标准烛光。
1948年，国际单位制的（SI）坎德拉取代了烛光。1烛光单位约为 0.981坎德拉。
在现代使用中，1烛光直接等于 1坎德拉（1:1），这定义使得其新值比其旧值已隐含地增大。

## 灯的校准
为了测量灯的烛光，人们需要用眼睛判断相邻表面的相对亮度——一个表面仅由标准灯（或蜡烛）照亮，另一个表面仅由被测灯照亮。先调整其中一盏灯的距离，直到两个表面的亮度相等，然后他们根据两个距离和平方反比定律计算出被测灯的烛光。

## 现代用途
“烛光”在很大程度上是一个过时的术语。然而，人们有时仍然用它来形容大功率手电筒和聚光灯的发光强度。各种窄光束灯都可以具有非常高的烛光规格，因为烛光测量的是目标上的光强度，而不是其发出的总光量。如果给定的灯的光聚焦得更紧密，则其额定烛光功率更高。
烛光至今仍在法律中使用。例如，它目前在加州车辆法规中用于定义前照灯和其他灯（包括附件灯）的法律要求。